# Elecciones a las Juntas Generales del País Vasco de 2019
El domingo 26 de mayo de 2019 se celebraron elecciones a las Juntas Generales del País Vasco, en las que se eligieron a los miembros de las Juntas Generales de Álava, Guipúzcoa y Vizcaya respectivamente, para la XI legislatura.
A lo largo de esa misma jornada, se celebraron también las elecciones a la mayoría de los parlamentos autonómicos de España, con excepción de los del País Vasco, Galicia, Cataluña, Andalucía y Valencia; a las asambleas de Ceuta y Melilla; a los cabildos insulares canarios; a los consejos insulares de las Islas Baleares; al Consejo General de Arán; y a los concejos de Navarra; así como las elecciones municipales y las elecciones al Parlamento Europeo.

## Candidaturas
En las siguientes tablas se muestran los distintos partidos políticos y coaliciones que se presentan a las elecciones a las Juntas Generales en cada Territorio Histórico y el candidato a Diputado General de cada formación. En letra negrita se muestran las formaciones que obtuvieron representación en las elecciones de 2015.

### Álava
| Juntas Generales de Álava                                                     |                                            |
| Actual Diputado General: Ramiro González Vicente (Partido Nacionalista Vasco) |                                            |
| Partido político o coalición                                                  | Candidato a Diputado General               |
| Partido Popular (PP)                                                          | Iñaki Oyarzábal de Miguel                  |
| Partido Nacionalista Vasco (EAJ-PNV)                                          | Ramiro González Vicente                    |
| Euskal Herria Bildu (EH Bildu)                                                | Kike Fernandez de Pinedo Alvarez de Arkaia |
| Elkarrekin Podemos (Podemos, Ezker Anitza-IU, EQUO Berdeak)                   | Maria Aranzazu Abecia Ansotegi             |
| Partido Socialista de Euskadi-Euskadiko Ezkerra (PSE-EE)                      | María Cristina González Calvar             |
| Ciudadanos (Cs)                                                               | Javier Gómez Calvo                         |
| Libres por Euskadi (LxE)                                                      | Kathy Ordóñez Carrillo                     |
| Vox (VOX)                                                                     | Luis Miguel Urrechu Revoiro                |
| OMNIA (OMNIA)                                                                 | Aitor Anchia Escobar                       |
| Referencias:                                                                  |                                            |

### Guipúzcoa
| Juntas Generales de Guipúzcoa                                             |                                   |
| Actual Diputado General: Markel Olano Arrese (Partido Nacionalista Vasco) |                                   |
| Partido político o coalición                                              | Candidato a Diputado General      |
| Partido Nacionalista Vasco (EAJ-PNV)                                      | Markel Olano Arrese               |
| Euskal Herria Bildu (EH Bildu)                                            | Juan Karlos Izagirre Hortelano    |
| Partido Socialista de Euskadi-Euskadiko Ezkerra (PSE-EE)                  | Denis Itxaso González             |
| Elkarrekin Podemos (Podemos, Ezker Anitza-IU, EQUO Berdeak)               | María Valiente González           |
| Partido Popular (PP)                                                      | Juan Carlos Cano Aristoy          |
| Ciudadanos (Cs)                                                           | Pedro Ignacio Mendizábal Miguélez |
| Escaños en Blanco-Aulki Zuriak (EB)                                       |                                   |
| Referencias:                                                              |                                   |

### Vizcaya
| Juntas Generales de Vizcaya                                                      |                              |
| Actual Diputado General: Unai Rementeria Maiz (Partido Nacionalista Vasco)       |                              |
| Partido político o coalición                                                     | Candidato a Diputado General |
| Partido Nacionalista Vasco (EAJ-PNV)                                             | Unai Rementeria Maiz         |
| Euskal Herria Bildu (EH Bildu)                                                   | Beatriz Ilardia Olangua      |
| Partido Socialista de Euskadi-Euskadiko Ezkerra (PSE-EE)                         | Teresa Laespada Martínez     |
| Elkarrekin Podemos (Podemos, Herriaren Eskubidea, Ezker Anitza-IU, EQUO Berdeak) | Eneritz de Madariaga Martin  |
| Partido Popular (PP)                                                             | Amaya Fernández Angulo       |
| Ciudadanos (CS)                                                                  | Santiago Sainz Robles        |
| VOX (VOX)                                                                        | Valeriano Arrieta Martín     |
| Bilbaínos, Iniciativa por Bilbao (BIB)                                           |                              |
| Ganemos Goazen (GGB)                                                             | Paula Gutiérrez Ponte        |
| Partido de Acción Solidaria Europea (SOLIDARIA)                                  |                              |
| Partido Humanista (PH)                                                           |                              |
| Por Un Mundo Más Justo (PUM+J)                                                   | Jesús Barcina Burgui         |
| Partido Comunista de los Trabajadores de España (PCTE)                           | Sergio Sáenz Álvarez         |
| Referencias:                                                                     |                              |

## Sistema electoral
En las elecciones a Juntas Generales, tienen derecho a voto los ciudadanos mayores de edad, con nacionalidad española, que estén inscritos en el censo electoral de algún municipio la correspondiente circunscripción electoral y que dispongan de todos sus derechos civiles y políticos. No pueden votar, por tanto, las personas extranjeras residentes en el País Vasco, ni las personas con nacionalidad española inscritas en el censo electoral de residentes permanentemente en el extranjero.
Para cada una de las Juntas Generales, se eligen de 51 junteros que se asignan a cada candidatura electoral según el método D'Hondt y una representación proporcional de lista cerrada, con un umbral del 3% de votos válidos, que incluye votos en blanco y que se aplican en cada circunscripción electoral. Las partes que no superan dicho umbral no se toman en cuenta para la distribución de asientos. Los asientos están asignados a circunscripciones. Cada circunscripción electoral elige un número determinado de junteros que se establece según su población.

## Resultados electorales
| ← Elecciones a las Juntas Generales del País Vasco de 2019 →                                      | |                    |         |         |        |         |     |
| Territorio histórico                                                                              | Diputado general y gobierno | Distribución       | Partido | Votos   | %      | Escaños | +/– |
| Álava 51 procuradores - Vitoria: 39 - Zuya, Salvatierra, Añana, Campezo y Laguardia: 7 - Ayala: 5 | - Diputado general: Ramiro González Vicente (EAJ-PNV) - Gobierno: EAJ-PNV y PSE-EE - Censo: 250.882 - Abstención: 87.155 (34,74%) - Nulos: 1.696 (1,04%) - En blanco: 1.402 (0,86%) |                    | EAJ-PNV | 47.686  | 29,69% | 17      | 4   |
| Álava 51 procuradores - Vitoria: 39 - Zuya, Salvatierra, Añana, Campezo y Laguardia: 7 - Ayala: 5 | - Diputado general: Ramiro González Vicente (EAJ-PNV) - Gobierno: EAJ-PNV y PSE-EE - Censo: 250.882 - Abstención: 87.155 (34,74%) - Nulos: 1.696 (1,04%) - En blanco: 1.402 (0,86%) | EH Bildu           | 33.954  | 21,14%  | 12     | 1       |     |
| Álava 51 procuradores - Vitoria: 39 - Zuya, Salvatierra, Añana, Campezo y Laguardia: 7 - Ayala: 5 | - Diputado general: Ramiro González Vicente (EAJ-PNV) - Gobierno: EAJ-PNV y PSE-EE - Censo: 250.882 - Abstención: 87.155 (34,74%) - Nulos: 1.696 (1,04%) - En blanco: 1.402 (0,86%) | PSE-EE             | 30.555  | 19,02%  | 10     | 5       |     |
| Álava 51 procuradores - Vitoria: 39 - Zuya, Salvatierra, Añana, Campezo y Laguardia: 7 - Ayala: 5 | - Diputado general: Ramiro González Vicente (EAJ-PNV) - Gobierno: EAJ-PNV y PSE-EE - Censo: 250.882 - Abstención: 87.155 (34,74%) - Nulos: 1.696 (1,04%) - En blanco: 1.402 (0,86%) | PP                 | 24.256  | 15,10%  | 8      | 4       |     |
| Álava 51 procuradores - Vitoria: 39 - Zuya, Salvatierra, Añana, Campezo y Laguardia: 7 - Ayala: 5 | - Diputado general: Ramiro González Vicente (EAJ-PNV) - Gobierno: EAJ-PNV y PSE-EE - Censo: 250.882 - Abstención: 87.155 (34,74%) - Nulos: 1.696 (1,04%) - En blanco: 1.402 (0,86%) | Elkarrekin Podemos | 16.027  | 9,98%   | 4      | 5       |     |
| Álava 51 procuradores - Vitoria: 39 - Zuya, Salvatierra, Añana, Campezo y Laguardia: 7 - Ayala: 5 | - Diputado general: Ramiro González Vicente (EAJ-PNV) - Gobierno: EAJ-PNV y PSE-EE - Censo: 250.882 - Abstención: 87.155 (34,74%) - Nulos: 1.696 (1,04%) - En blanco: 1.402 (0,86%) | Ciudadanos         | 3.721   | 2,32%   | 0      | 1       |     |
| Álava 51 procuradores - Vitoria: 39 - Zuya, Salvatierra, Añana, Campezo y Laguardia: 7 - Ayala: 5 | - Diputado general: Ramiro González Vicente (EAJ-PNV) - Gobierno: EAJ-PNV y PSE-EE - Censo: 250.882 - Abstención: 87.155 (34,74%) - Nulos: 1.696 (1,04%) - En blanco: 1.402 (0,86%) | Vox                | 2.272   | 1,41%   | 0      | =       |     |
| Álava 51 procuradores - Vitoria: 39 - Zuya, Salvatierra, Añana, Campezo y Laguardia: 7 - Ayala: 5 | - Diputado general: Ramiro González Vicente (EAJ-PNV) - Gobierno: EAJ-PNV y PSE-EE - Censo: 250.882 - Abstención: 87.155 (34,74%) - Nulos: 1.696 (1,04%) - En blanco: 1.402 (0,86%) | OMNIA              | 1.206   | 0,75%   | 0      | =       |     |
| Álava 51 procuradores - Vitoria: 39 - Zuya, Salvatierra, Añana, Campezo y Laguardia: 7 - Ayala: 5 | - Diputado general: Ramiro González Vicente (EAJ-PNV) - Gobierno: EAJ-PNV y PSE-EE - Censo: 250.882 - Abstención: 87.155 (34,74%) - Nulos: 1.696 (1,04%) - En blanco: 1.402 (0,86%) | LxE                | 952     | 0,59%   | 0      | =       |     |
| Guipúzcoa 51 junteros - Donostialdea: 17 - Bidasoa-Oiartzun: 11 - Deba-Urola: 14 - Oria: 9        | - Diputado general: Markel Olano (EAJ-PNV) - Gobierno: EAJ-PNV y PSE-EE - Censo: 556.062 - Abstención: 185.465 (33,35%) - Nulos: 3.114 (0,84%) - En blanco: 3.205 (0,86%)           |                    | EAJ-PNV | 130.799 | 35,91% | 20      | 2   |
| Guipúzcoa 51 junteros - Donostialdea: 17 - Bidasoa-Oiartzun: 11 - Deba-Urola: 14 - Oria: 9        | - Diputado general: Markel Olano (EAJ-PNV) - Gobierno: EAJ-PNV y PSE-EE - Censo: 556.062 - Abstención: 185.465 (33,35%) - Nulos: 3.114 (0,84%) - En blanco: 3.205 (0,86%)           | EH Bildu           | 116.198 | 31,90%  | 17     | =       |     |
| Guipúzcoa 51 junteros - Donostialdea: 17 - Bidasoa-Oiartzun: 11 - Deba-Urola: 14 - Oria: 9        | - Diputado general: Markel Olano (EAJ-PNV) - Gobierno: EAJ-PNV y PSE-EE - Censo: 556.062 - Abstención: 185.465 (33,35%) - Nulos: 3.114 (0,84%) - En blanco: 3.205 (0,86%)           | PSE-EE             | 62.846  | 17,25%  | 9      | =       |     |
| Guipúzcoa 51 junteros - Donostialdea: 17 - Bidasoa-Oiartzun: 11 - Deba-Urola: 14 - Oria: 9        | - Diputado general: Markel Olano (EAJ-PNV) - Gobierno: EAJ-PNV y PSE-EE - Censo: 556.062 - Abstención: 185.465 (33,35%) - Nulos: 3.114 (0,84%) - En blanco: 3.205 (0,86%)           | Elkarrekin Podemos | 32.858  | 9,02%   | 4      | 2       |     |
| Guipúzcoa 51 junteros - Donostialdea: 17 - Bidasoa-Oiartzun: 11 - Deba-Urola: 14 - Oria: 9        | - Diputado general: Markel Olano (EAJ-PNV) - Gobierno: EAJ-PNV y PSE-EE - Censo: 556.062 - Abstención: 185.465 (33,35%) - Nulos: 3.114 (0,84%) - En blanco: 3.205 (0,86%)           | PP                 | 17.290  | 4,75%   | 1      | =       |     |
| Guipúzcoa 51 junteros - Donostialdea: 17 - Bidasoa-Oiartzun: 11 - Deba-Urola: 14 - Oria: 9        | - Diputado general: Markel Olano (EAJ-PNV) - Gobierno: EAJ-PNV y PSE-EE - Censo: 556.062 - Abstención: 185.465 (33,35%) - Nulos: 3.114 (0,84%) - En blanco: 3.205 (0,86%)           | Ciudadanos         | 3.685   | 1,01%   | 0      | =       |     |
| Guipúzcoa 51 junteros - Donostialdea: 17 - Bidasoa-Oiartzun: 11 - Deba-Urola: 14 - Oria: 9        | - Diputado general: Markel Olano (EAJ-PNV) - Gobierno: EAJ-PNV y PSE-EE - Censo: 556.062 - Abstención: 185.465 (33,35%) - Nulos: 3.114 (0,84%) - En blanco: 3.205 (0,86%)           | Escaños en Blanco  | 602     | 0,17%   | 0      | =       |     |
| Vizcaya 51 apoderados - Bilbao: 15 - Encartaciones: 13 - Busturia-Uribe: 13 - Durango-Arratia: 10 | - Diputado general: Unai Rementeria (EAJ-PNV) - Gobierno: EAJ-PNV y PSE-EE - Censo: 909.664 - Abstención: 310.792 (34,17%) - Nulos: 4.613 (0,77%) - En blanco: 4.905 (0,82%)        |                    | EAJ-PNV | 255.754 | 43,48% | 25      | 2   |
| Vizcaya 51 apoderados - Bilbao: 15 - Encartaciones: 13 - Busturia-Uribe: 13 - Durango-Arratia: 10 | - Diputado general: Unai Rementeria (EAJ-PNV) - Gobierno: EAJ-PNV y PSE-EE - Censo: 909.664 - Abstención: 310.792 (34,17%) - Nulos: 4.613 (0,77%) - En blanco: 4.905 (0,82%)        | EH Bildu           | 116.794 | 19,86%  | 10     | 1       |     |
| Vizcaya 51 apoderados - Bilbao: 15 - Encartaciones: 13 - Busturia-Uribe: 13 - Durango-Arratia: 10 | - Diputado general: Unai Rementeria (EAJ-PNV) - Gobierno: EAJ-PNV y PSE-EE - Censo: 909.664 - Abstención: 310.792 (34,17%) - Nulos: 4.613 (0,77%) - En blanco: 4.905 (0,82%)        | PSE-EE             | 97.653  | 16,60%  | 8      | 1       |     |
| Vizcaya 51 apoderados - Bilbao: 15 - Encartaciones: 13 - Busturia-Uribe: 13 - Durango-Arratia: 10 | - Diputado general: Unai Rementeria (EAJ-PNV) - Gobierno: EAJ-PNV y PSE-EE - Censo: 909.664 - Abstención: 310.792 (34,17%) - Nulos: 4.613 (0,77%) - En blanco: 4.905 (0,82%)        | Elkarrekin Podemos | 62.430  | 10,61%  | 6      | =       |     |
| Vizcaya 51 apoderados - Bilbao: 15 - Encartaciones: 13 - Busturia-Uribe: 13 - Durango-Arratia: 10 | - Diputado general: Unai Rementeria (EAJ-PNV) - Gobierno: EAJ-PNV y PSE-EE - Censo: 909.664 - Abstención: 310.792 (34,17%) - Nulos: 4.613 (0,77%) - En blanco: 4.905 (0,82%)        | PP                 | 39.197  | 6,66%   | 2      | 2       |     |
| Vizcaya 51 apoderados - Bilbao: 15 - Encartaciones: 13 - Busturia-Uribe: 13 - Durango-Arratia: 10 | - Diputado general: Unai Rementeria (EAJ-PNV) - Gobierno: EAJ-PNV y PSE-EE - Censo: 909.664 - Abstención: 310.792 (34,17%) - Nulos: 4.613 (0,77%) - En blanco: 4.905 (0,82%)        | Ciudadanos         | 7.034   | 1,20%   | 0      | =       |     |
| Vizcaya 51 apoderados - Bilbao: 15 - Encartaciones: 13 - Busturia-Uribe: 13 - Durango-Arratia: 10 | - Diputado general: Unai Rementeria (EAJ-PNV) - Gobierno: EAJ-PNV y PSE-EE - Censo: 909.664 - Abstención: 310.792 (34,17%) - Nulos: 4.613 (0,77%) - En blanco: 4.905 (0,82%)        | Vox                | 5.535   | 0,94%   | 0      | =       |     |
| Vizcaya 51 apoderados - Bilbao: 15 - Encartaciones: 13 - Busturia-Uribe: 13 - Durango-Arratia: 10 | - Diputado general: Unai Rementeria (EAJ-PNV) - Gobierno: EAJ-PNV y PSE-EE - Censo: 909.664 - Abstención: 310.792 (34,17%) - Nulos: 4.613 (0,77%) - En blanco: 4.905 (0,82%)        | SOLIDARIA          | 1.183   | 0,20%   | 0      | =       |     |
| Vizcaya 51 apoderados - Bilbao: 15 - Encartaciones: 13 - Busturia-Uribe: 13 - Durango-Arratia: 10 | - Diputado general: Unai Rementeria (EAJ-PNV) - Gobierno: EAJ-PNV y PSE-EE - Censo: 909.664 - Abstención: 310.792 (34,17%) - Nulos: 4.613 (0,77%) - En blanco: 4.905 (0,82%)        | B.I.B.             | 933     | 0,16%   | 0      | =       |     |
| Vizcaya 51 apoderados - Bilbao: 15 - Encartaciones: 13 - Busturia-Uribe: 13 - Durango-Arratia: 10 | - Diputado general: Unai Rementeria (EAJ-PNV) - Gobierno: EAJ-PNV y PSE-EE - Censo: 909.664 - Abstención: 310.792 (34,17%) - Nulos: 4.613 (0,77%) - En blanco: 4.905 (0,82%)        | G.G.B.             | 557     | 0,09%   | 0      | =       |     |
| Vizcaya 51 apoderados - Bilbao: 15 - Encartaciones: 13 - Busturia-Uribe: 13 - Durango-Arratia: 10 | - Diputado general: Unai Rementeria (EAJ-PNV) - Gobierno: EAJ-PNV y PSE-EE - Censo: 909.664 - Abstención: 310.792 (34,17%) - Nulos: 4.613 (0,77%) - En blanco: 4.905 (0,82%)        | PH                 | 507     | 0,09 %  | 0      | =       |     |
| Vizcaya 51 apoderados - Bilbao: 15 - Encartaciones: 13 - Busturia-Uribe: 13 - Durango-Arratia: 10 | - Diputado general: Unai Rementeria (EAJ-PNV) - Gobierno: EAJ-PNV y PSE-EE - Censo: 909.664 - Abstención: 310.792 (34,17%) - Nulos: 4.613 (0,77%) - En blanco: 4.905 (0,82%)        | PUM+J              | 328     | 0,06%   | 0      | =       |     |
| Vizcaya 51 apoderados - Bilbao: 15 - Encartaciones: 13 - Busturia-Uribe: 13 - Durango-Arratia: 10 | - Diputado general: Unai Rementeria (EAJ-PNV) - Gobierno: EAJ-PNV y PSE-EE - Censo: 909.664 - Abstención: 310.792 (34,17%) - Nulos: 4.613 (0,77%) - En blanco: 4.905 (0,82%)        | PCPE               | 285     | 0,05%   | 0      | =       |     |